# Howard Saul Becker
Howard Saul Becker (18. dubna 1928 Chicago – 16. srpna 2023) byl americký sociolog, zaměřený především na téma sociálních deviací, umění a hudby. Přičinil se také na poli sociologické metodologie.
Jeho nejznámějším dílem je kniha The Outsiders, jež zatím nebyla přeložena do češtiny. Zde rozvíjí tzv. nálepkovací teorii.
Becker tvrdí, že deviantem je někdo, komu byla úspěšně aplikována nálepka devianta, za deviantní chování pak označujeme chování těchto lidí. Deviaci chápe jako důsledek reakce ostatních na osobu devianta. To znamená, že nepředpokládá, že se tyto osoby skutečně dopustily deviantního jednání nebo porušily nějaké pravidlo, protože proces označování za devianty nemusí být vždy neomylný. Becker vnímá deviaci jako uměle vytvořenou charakteristiku, jako kolektivní akci a ne jako kvalitu člověka, jeho určitého jednání nebo chování.
Deviant se odchyluje od pravidel společenské skupiny – je outsiderem.

## Biografie
Howard S. Becker narozen 18. dubna 1928 v nejlidnatějším městě státu Illinois, v Chicagu. Právě v jeho rodném městě strávil veškerá studentská léta. Získal zde na soukromé Chicagské univerzitě všechny své tituly od bakalářského po doktorský. Zároveň Howard S. Becker během svého studia hrál na piano na univerzitním kampusu, ale i po různých jazzových podnicích a barech. Tyto jazzové bary ho přivedly ke kouření marihuany, jejíž konzumací se poté jakožto sociolog začal zabývat. Výzkum kouření marihuany inspiroval Howarda S. Beckera pro jeho nejvýznamnější knihu „Outsiders“. Po dokončení svého studia ve 23 letech hledal práci jakožto profesor na univerzitě, ale pro jeho neflexibilnost se Becker spíše přiklonil k hudbě, než aby vycestoval z Chicaga do menšího města. Bylo to též dáno faktem, že Howard Becker viděl práci spíše v hudbě nikoliv v sociologii, kterou bral spíše jako koníček. Naskytla se mu ale možnost práce na Stanfordově univerzitě, kterou přijal. Poté přijal roli profesora na „Northwestern University“, kde učil od roku 1965 do roku 1991. Od roku 1991 přednášel na několika univerzitách. V roce 1998 byl oceněn Americkou asociací sociologů „Career of Distinguished Scholarship“ a až v roce 1999 odešel do důchodu. Nicméně i dnes je Howard Becker aktivní, a to na pařížské univerzitě Paris-Est-Marne-la-Vallée. Howard Becker zatím napsal celkem 13 knih.
Zemřel 16. srpna 2023 ve San Franciscu ve věku 95 let.

## Deviantní kariéra
Becker v knize The Outsiders popisuje, jak se u člověka postupně vyvíjí deviantní identita. Jedinec je označen jako deviantní (primární deviace) a díky tomuto štítku na sebe pohlíží jako na odlišného od většinové společnosti. Becker se domnívá, že většina lidí myslí nebo sní do určité míry deviantním způsobem, označením se tyto prvky aktivují a deviantní kariéra se začne rozvíjet. Proces přistižení a označení za deviantní osobu z pozice autority je nejdůležitějším krokem na cestě k sekundární deviaci.
Dalším krokem je přijetí deviantního štítku. Ten přebíjí a potlačuje ostatní definice jedince (status kriminálníka je silnější než status rodiče, souseda, přítele atd.). Ostatní člověka nazírají skrze tento dominantní status a mají tendenci předpokládat, že jedinec vlastní i negativní vlastnosti, které jsou s tímto označením obvykle spojené. Vzhledem k tomu, že identita jedince je odvozena převážně z pohledu ostatních, má jedinec tendenci pohlížet na sebe skrze své deviantní označení. To může produkovat sebenaplňující se proroctví.
Jedinec poté, co je veřejně označen za devianta, může být odmítán mnoha sociálními skupinami (např. vyhýbání přátel, odmítnutí zaměstnavatele). Oficiální léčba deviace může mít podobné účinky, neboť často zabraňuje běžnému vykonávání každodenního života, tak jak byl člověk zvyklý.
Deviantní kariéra je dokončena, když se jedinec připojí k organizované skupině, kde potvrzuje a přijímá jejich (a tedy i svou) deviantní identitu. Skupina mu poskytuje podporu a porozumění, ukazuje, jak s označením žít a jak se vyhnout problémům ve společnosti. Když se jedinec připojí k této subkultuře, začne sebe dříve nebo později vidět jako deviantní osobu a jednat ve smyslu tohoto sebepojetí. V tu chvílí se deviantní identita stává dominantní.
Sociologický pohled definuje deviaci jako přestupek proti nějakému dohodnutému pravidlu. Becker hovoří také o lidech v pozici moci a autority, kteří vytvářejí a prosazují tato pravidla. Takové jedince označuje jako morální podnikatele.